# Circuit Ricardo Tormo Valencia
Het Circuit Ricardo Tormo (Volledig: Circuit de la Comunitat Valenciana Ricardo Tormo), is een permanent racecircuit in Cheste (provincie Valencia, Spanje), niet te verwarren met het Valencia Street Circuit. Het circuit is vernoemd naar de overleden Spaanse motorcoureur Ricardo Tormo. De bouw van het circuit werd afgerond in 1999.
Het circuit wordt gebruikt voor de hoogste motor- en autosportklassen, behalve de Formule 1. Jaarlijks worden er races georganiseerd voor het MotoGP-kampioenschap. Het circuit is geliefd als winter-testcircuit bij verschillende Formule 1-teams, vanwege het Spaanse klimaat.